# سیمون تلوال
سیمون تلوال (متولد ۱۵۶۱، تاریخ مرگ نامعلوم) یک سیاستمدار ولزی بود که در مجلس عوام در ۱۵۹۳ عضو بود.